# Serralongue
Serralongue là một xã trong tỉnh Pyrénées-Orientales, vùng Occitanie phía nam nước Pháp. Xã Serralongue nằm ở khu vực có độ cao trung bình 714 mét trên mực nước biển.